# Nazionale maschile di cricket dello Zimbabwe
La nazionale di cricket dello Zimbabwe è la squadra nazionale di cricket, posta sotto l'egida del Zimbabwe Cricket. Ha partecipato a tutte le edizioni della Coppa del Mondo di cricket tra il 1983 e il 2015.

## Storia

### Le origini del cricket in Zimbabwe
Nel 1890, la Colonna dei Pionieri, una forza mercenaria reclutata da Cecil Rhodes e dalla British South Africa Company (BSAC), raggiunse i territori a nord del fiume Limpopo partendo dalla Colonia del Capo. Il 16 agosto dello stesso anno, poco dopo la fondazione della città da parte di Rhodes, si svolse la prima partita di cricket registrata in Rhodesia, vicino a Fort Victoria, su un campo di 22 iarde. Nella selezione dei mercenari, i funzionari coloniali, che avevano ricevuto la loro istruzione principalmente nelle scuole pubbliche britanniche, attribuivano grande importanza ai risultati sportivi. Essi erano particolarmente interessati a diffondere i giochi con la palla britannici nella nuova colonia. Di conseguenza, il cricket e il rugby svolsero un ruolo di primo piano, in quanto erano visti come strumenti per creare un legame spirituale con il Regno Unito. Secondo i colonialisti, questi sport promuovevano ideologie imperiali legate al potere britannico e alla mascolinità, espressi attraverso i successi sportivi. 

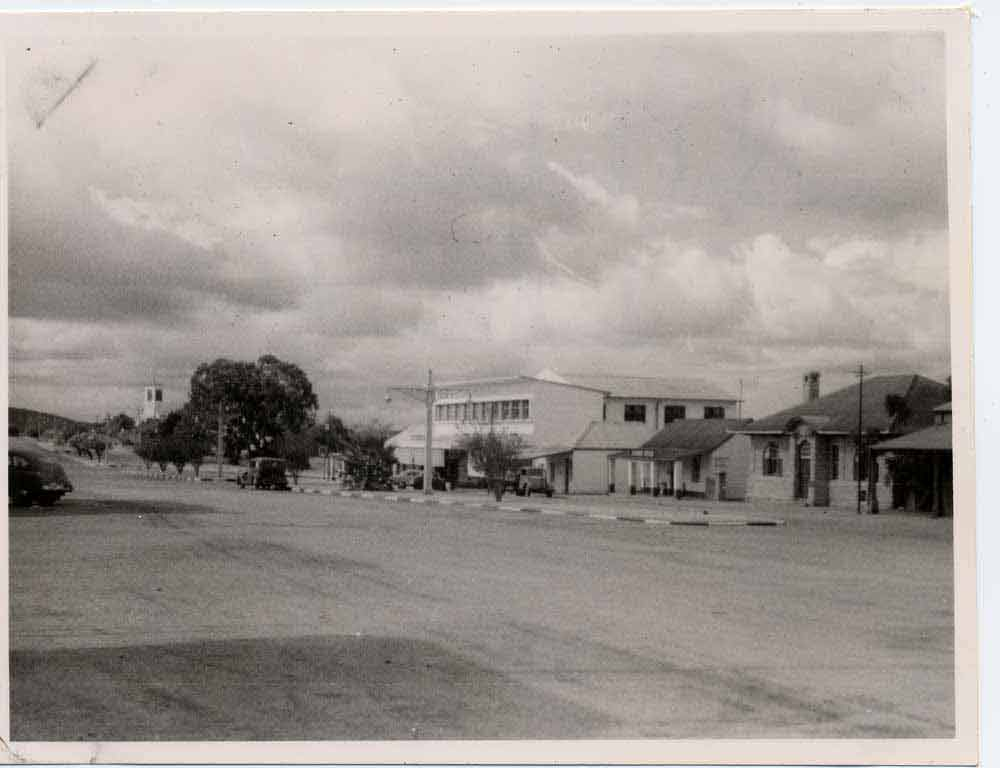
Fort Victoria (1952), dove il 16 agosto 1890 ebbe luogo la prima partita di cricket in Rhodesia

Durante gli albori della colonia, segnati da conflitti militari come il Jameson Raid, la Seconda Guerra Matabele e la Seconda Guerra Boera, la BSAC cercò di simulare una certa normalità attraverso la promozione regolare di eventi sportivi nelle stampe sudafricane e britanniche, al fine di mantenere l’afflusso di nuovi coloni. Rodi si rese conto, dopo qualche tempo, che la BSAC da sola non era in grado di amministrare efficacemente la parte meridionale della Rhodesia, che era particolarmente favorita dai coloni. Nel 1897, nominò quindi l'amico William Henry Milton amministratore del territorio del Mashonaland (e, dal 1901, anche del Matabeleland e dell'intera Rhodesia del Sud), con l'obiettivo di istituire un'amministrazione civile. Milton, che aveva giocato per la squadra nazionale inglese di rugby nel 1874/75 e che era stato capitano della squadra nazionale di cricket sudafricana dal 1889 al 1892, svolse un ruolo cruciale nella formazione della nuova amministrazione.
Durante il suo mandato, che durò fino al 1914, Milton promosse la creazione di strutture per le attività sportive, inclusa l'introduzione dello sport scolastico. Per i coloni, praticare sport divenne un mezzo significativo di acculturazione sociale, poiché favoriva il contatto tra insediamenti relativamente distanti e contribuiva alla creazione di una cultura "bianca" unificata. La formazione di un'identità coloniale esclusiva era considerata essenziale per mantenere il dominio sulla popolazione nativa, molto più numerosa.
L'influenza razziale di Milton fu notevole, e fu probabilmente la figura più responsabile nell'istituzione di una segregazione negli sport, che risultò nel fatto che il cricket veniva praticato quasi esclusivamente dalla popolazione "bianca". A metà degli anni 1890, la partita di cricket più importante della stagione in Rhodesia era quella tra Salisbury e Bulawayo. Nel 1898-99, la prima squadra inglese, guidata da Lord Hawke, visitò la Rhodesia e le partite vennero giocate su campi ricoperti di fibre di cocco.

### Cricket rhodesiano
La Rhodesia Cricket Union (RCU) è stata fondata nel 1898 e cricket di prima classe fece il suo ingresso in Rhodesia nella stagione 1904/05, con la prima partecipazione alla South African Currie Cup. La prima partita di prima classe si svolse nel marzo del 1905 a Johannesburg contro la squadra del Transvaal, con la Rhodesia che subì una sconfitta di un inning e 170 punti.
Dopo la prima stagione, la Rhodesia non partecipò alla Currie Cup per oltre un quarto di secolo. Nel 1931/32, la squadra rhodesiana tornò a prendere parte al torneo, vincendo quattro partite su cinque, ma non riuscì a conquistare la coppa, che andò alla Western Province a causa del sistema a punti in vigore all'epoca. Successivamente, dal 1946/47, la squadra partecipò regolarmente al torneo, sebbene le "partite casalinghe" si svolgessero in Sudafrica per ridurre i viaggi delle squadre sudafricane. Nel frattempo, diversi giocatori di cricket rhodesiani ottennero la selezione per la squadra sudafricana. Denis Tomlinson fu il primo a diventare un giocatore di cricket internazionale, partecipando al tour in Inghilterra del 1935. Seguirono Chris Duckworth, che fece parte della squadra nel tour in Inghilterra del 1955, e Tony Pithey, che partecipò alla visita in Inghilterra del 1956/57. Altri talentuosi giocatori, come Colin Bland, rappresentarono il Sudafrica a livello internazionale.
La Federazione di Rhodesia e Nyasaland, attiva dal 1953, fu dissolta dieci anni dopo, portando la Rhodesia Cricket Union (RCU) a cedere la responsabilità del rugby agli stati indipendenti di Zambia e Malawi. Nel contesto di tale dissoluzione, la minoranza "bianca" della Rhodesia del Sud godeva di un elevato grado di autogoverno e cercava di preservare la propria posizione privilegiata. Tuttavia, questo approccio risultava inaccettabile per il governo britannico, che stava portando avanti il processo di decolonizzazione. In seguito al fallimento dei negoziati per garantire pari diritti politici alla maggioranza "nera", il governo rhodesiano, sotto la guida di Ian Smith, dichiarò unilateralmente l'indipendenza della Rhodesia dal Regno Unito l'11 novembre 1965. Il governo britannico, guidato da Harold Wilson, considerò tale azione un atto di ribellione e intraprese numerosi sforzi diplomatici a livello internazionale per negare al governo rhodesiano qualsiasi legittimità. Tali sforzi si estendevano anche al campo sportivo, con il governo britannico che, a partire dal 1967, sostenne che i contatti sportivi con la Rhodesia costituissero una forma di “sostegno al regime illegale”.
Gli sforzi di boicottaggio sportivo contro la Rhodesia non erano motivati dalla segregazione in sé, ma erano espressamente focalizzati sull'illegittimità del regime di Ian Smith. A differenza del Sud Africa, la discriminazione contro la maggioranza della popolazione in Rhodesia non era basata su un apartheid statale sistematico e imposto, principalmente per la mancanza delle necessarie forze di sicurezza per attuarlo. La segregazione in Rhodesia si manifestava invece come una forma di esclusione sociale ed economica. Nel campo sportivo, questa esclusione si presentava in modi differenti. Gli sport che richiedevano attrezzature costose, strutture specializzate o metodi di allenamento particolari erano prevalentemente dominati dalla ricca comunità di coloni "bianchi", mentre molti rhodesiani "neri" ne erano esclusi per via delle limitate risorse finanziarie. Tuttavia, in sport che non richiedevano tali risorse, come il calcio e l'atletica leggera, a partire dagli anni '50 si assistette a un progressivo abbattimento delle barriere segregative. In contrasto, sport come il rugby e il cricket, legati strettamente alle tradizioni sudafricane, continuavano a mantenere un alto grado di segregazione.
Tra la fine degli anni '50 e l'inizio degli anni '60, gli Stragglers, una squadra composta da giocatori del Mashonaland, intrapresero diverse tournée nel Nyasaland (oggi Malawi), dove disputarono partite del fine settimana su campi di Blantyre. Nel 1961, uno degli atleti più noti, Chris Duckworth, segnò 91 punti in 58 minuti durante una di queste partite. La Logan Cup ottenne lo status di competizione di prima classe a partire dalla stagione 1993/94. Nel 1961, la Nuova Zelanda visitò la Rhodesia all'inizio del suo tour in Sudafrica, giocando due partite di prima classe: la prima a Bulawayo e la seconda a Salisbury. Entrambe le partite terminarono con un pareggio.
David Lewis fu il capitano della squadra di cricket della Rhodesia per un decennio, dal 1953/54 al 1963/64. Negli anni '70, Mike Procter assunse la guida della squadra. Nonostante l'abbondanza di giocatori di talento, la Rhodesia non riuscì mai a vincere la Currie Cup. Un totale di 242 giocatori parteciparono a competizioni di cricket di prima classe e di Lista A per la Rhodesia.
La Rhodesia non fu invitata a partecipare alle prime due edizioni della Coppa del Mondo di cricket (1975 e 1979) in quanto, essendo un paese non indipendente, non era membro dell'International Cricket Council (ICC). Nella stagione 1979-80, la squadra prese il nome di "Zimbabwe-Rhodesia" e, con l'indipendenza ufficiale dello Zimbabwe, la Rhodesia si ritirò definitivamente dalla Currie Cup. Fino a quel momento, i giocatori rhodesiani avevano la possibilità di essere selezionati per la squadra nazionale sudafricana.

### Il cricket dopo l'indipendenza
In seguito all'accordo di Lancaster House, il 18 aprile 1980 la Rhodesia ottenne l'indipendenza e cambiò nome in Zimbabwe, segnando la fine del dominio della minoranza "bianca". Contestualmente, la Rhodesia Cricket Union adottò il nuovo nome di Zimbabwe Cricket Union (ZCU). A causa della forte pressione internazionale per boicottare il regime di apartheid sudafricano, lo Zimbabwe interruppe tutti i legami con il cricket sudafricano, ritirandosi dalla Currie Cup e da altre competizioni. In cambio, la ZCU fu integrata nelle strutture internazionali.
Le uniche partite di prima classe giocate dallo Zimbabwe nelle stagioni 1980/81 e 1981/82 furono contro squadre in tournée. Il 21 luglio 1981, lo Zimbabwe divenne membro associato dell'International Cricket Council (ICC) e, nel 1982, la squadra partecipò al suo primo tour in Inghilterra, disputando partite di prima classe. Nel 1982, lo Zimbabwe vinse il Trofeo ICC, che fu visto come un primo passo verso il riconoscimento come squadra di Test. Questo successo permise alla squadra di qualificarsi per la Coppa del Mondo del 1983 in Inghilterra, dove ottenne una sorprendente vittoria sull'Australia nella partita di apertura. Lo Zimbabwe, che segnò 239 per sei wicket in 60 over, vide il capitano Duncan Fletcher contribuire con 69 punti senza perdere il suo wicket. Successivamente, Fletcher realizzò la sua miglior prestazione di bowling, prendendo quattro wicket per 42 runs e limitando l'Australia a 226 per sette wicket, regalando allo Zimbabwe una delle più grandi vittorie a sorpresa nella storia del cricket. Tuttavia, lo Zimbabwe concluse il girone all'ultimo posto, dopo aver perso tutte le altre cinque partite. La squadra subì un ulteriore indebolimento quando giocatori "bianchi", come Graeme Hick, lasciarono il paese per continuare la loro carriera all'estero.
Dopo il successo nel Trofeo ICC del 1982, lo Zimbabwe partecipò alla Coppa del Mondo del 1987, che si svolse in India e Pakistan. Tuttavia, la squadra non riuscì a vincere nessuna delle sei partite del girone, sebbene fosse molto vicina a ottenere un risultato positivo contro la Nuova Zelanda. In quella partita, lo Zimbabwe inseguì un obiettivo di 243 punti in 50 over. Il battitore e wicket-keeper David Houghton fu protagonista, contribuendo con 142 punti. Nonostante l'ottima performance di Houghton, lo Zimbabwe fu eliminato per 239 punti nell'ultimo over, perdendo la partita per soli tre punti.
Dopo aver vinto il Trofeo ICC del 1990, lo Zimbabwe partecipò alla Coppa del Mondo del 1992, che si svolse in Australia e Nuova Zelanda. Tuttavia, la squadra non riuscì a qualificarsi per la fase successiva, poiché perse sei delle otto partite del girone, nonostante alcune prestazioni eccezionali.  Nel primo incontro contro lo Sri Lanka, lo Zimbabwe raggiunse il punteggio più alto della sua storia nella competizione, segnando 312 punti per la perdita di quattro wicket, con Andy Flower che contribuì con 115 punti senza perdere il suo wicket. Nonostante questo, lo Sri Lanka riuscì a inseguire l'obiettivo e vinse la partita con tre wicket. Nell'ultima partita del girone, che non aveva più rilevanza per la qualificazione, lo Zimbabwe affrontò l'Inghilterra, già qualificata per le semifinali. In quella partita, lo Zimbabwe fu eliminato per 134 punti. Tuttavia, Eddo Brandes realizzò una delle sue migliori prestazioni, prendendo quattro wicket per soli 21 punti, incluso un wicket su Graham Gooch alla sua prima palla. L'Inghilterra perse tutti i wicket per 125 punti, permettendo così allo Zimbabwe di ottenere una vittoria a sorpresa per nove punti. Queste 22 partite giocate nei primi tre Mondiali rimasero gli unici incontri internazionali dello Zimbabwe durante quel periodo.

### Ottenimento del test status
Nel 1992, l'associazione cricketistica dello Zimbabwe fu rinominata Zimbabwe Cricket e, il 6 luglio dello stesso anno, il paese ottenne lo status di Test nation dall'International Cricket Council (ICC), diventando il nono paese a ricevere tale riconoscimento. La squadra disputò la sua prima partita di Test cricket contro l'India a Harare nell'ottobre 1992, ottenendo un pareggio. Lo Zimbabwe divenne così la prima nazione a evitare la sconfitta nel proprio debutto nel Test cricket, un'impresa che non si verificava dal 1877, quando l'Australia aveva sconfitto l'Inghilterra nel primo Test match della storia.
Nonostante questo inizio positivo, i successivi risultati dello Zimbabwe nel cricket di Test furono deludenti, alimentando dubbi sulla sua permanenza tra le nazioni di livello Test. La prima vittoria in un Test arrivò nel 1995 contro il Pakistan, con una vittoria per inning. Anche nel formato del cricket di un giorno le difficoltà non mancarono. Durante la Coppa del Mondo di Cricket del 1996, disputata in India, Pakistan e Sri Lanka, lo Zimbabwe venne eliminato nella fase a gironi, con una sola vittoria ottenuta contro il Kenya. Tuttavia, alla fine dell'anno, la squadra ottenne una sorprendente vittoria per 3-0 nella serie ODI contro l'Inghilterra.

### La breve età dell'oro
Verso la fine degli anni '90, lo Zimbabwe riuscì a mantenere il passo con le altre nazioni di Test cricket, ottenendo anche vittorie in partite di Test, tra cui una serie vinta in Pakistan.
Alla Coppa del Mondo del 1999, lo Zimbabwe riuscì per la prima volta a superare il turno preliminare, ma fu poi sconfitto nel turno Super 6. La squadra mancò l'accesso alle semifinali a causa di un tasso di run rate netto inferiore rispetto alla Nuova Zelanda. Nella fase a gironi, lo Zimbabwe ottenne una vittoria contro l'India con un margine di tre punti, prima di affrontare i vicini del Sud Africa. Durante il proprio inning, lo Zimbabwe segnò 233 punti perdendo sei wicket, con il battitore iniziale Neil Johnson che contribuì con 76 punti. Nel turno successivo, il Sud Africa perse sei wicket per soli 40 punti, prima che Lance Klusener e Shaun Pollock, con delle prestazioni eccellenti, riducessero l'obiettivo a 48 punti. Questa vittoria rappresentò la prima sconfitta del Sud Africa contro lo Zimbabwe ed è considerata una delle più memorabili della storia della squadra. Neil Johnson, che giocò una partita straordinaria, contribuendo con tre wicket, fu nominato miglior giocatore della partita. Tuttavia, dopo il torneo, Johnson decise di ritirarsi dalla squadra nazionale.
Durante questo periodo, lo Zimbabwe riuscì a ottenere vittorie contro tutte le nazioni Test, ad eccezione dell'Australia. Nel 2000-2001, la squadra batté la Nuova Zelanda sia in casa che in trasferta. Inoltre, lo Zimbabwe raggiunse le finali di vari tornei multinazionali di One Day International (ODI). Nel 2001, lo Zimbabwe ospitò la Coca-Cola Cup, un torneo a cui parteciparono, oltre alla squadra locale, l'India e le Indie Occidentali. Tuttavia, lo Zimbabwe perse tutte le partite del turno preliminare, consentendo all'India e alle Indie Occidentali di accedere alla finale.

### Il declino dei primi anni 2000
La crescente politicizzazione del cricket, inclusa la selezione dei giocatori in base all'etnia, unita al peggioramento della situazione politica in Zimbabwe, ha avuto un impatto dirompente sulla Coppa del Mondo 2003, organizzata dallo Zimbabwe insieme a Sud Africa e Kenya. L'Inghilterra ha rifiutato di giocare in Zimbabwe, mettendo a rischio così il proprio progresso nel torneo. Ufficialmente, gli inglesi giustificarono la decisione con la mancanza di garanzie sulla loro sicurezza, ma probabilmente il vero motivo era una protesta contro la situazione politica del paese. Due giocatori dello Zimbabwe, Henry Olonga e Andy Flower, indossarono una fascia nera al braccio durante la loro prima partita contro la Namibia per commemorare la "morte della democrazia" nel loro paese d'origine. Entrambi i giocatori furono successivamente espulsi dalla nazionale e cercarono asilo politico all'estero. Questa protesta aperta causò notevole imbarazzo ai co-organizzatori del torneo e minò l'armonia all'interno della squadra. Lo Zimbabwe riuscì a qualificarsi nuovamente per il Super 6, anche grazie alla partita annullata contro l'Inghilterra, considerata come una vittoria per loro, ma fu eliminato dopo le sconfitte contro Nuova Zelanda, Kenya e Sri Lanka.
Dopo la conclusione della Coppa del Mondo 2003, molti dei principali giocatori dello Zimbabwe terminarono prematuramente la loro carriera, dando spazio all'emergere di una nuova generazione. Sebbene non siano riusciti a replicare i successi del passato, questi nuovi giocatori, prevalentemente multidisciplinari, costituirono la spina dorsale di una squadra competitiva sulla carta, ma che ottenne risultati meno brillanti sul campo. Alla fine del 2003, lo Zimbabwe intraprese un tour in Australia per due test match. ottenendo prestazioni mediocri.

### Il ritiro dalle partite internazionali e la ripartenza
Nel 2004, la Zimbabwe Cricket Union (ZCU) decise di escludere il capitano Heath Streak dalla squadra. In risposta, 14 giocatori rifiutarono di scendere in campo per la nazionale, con la conseguente esclusione definitiva dalla ZCU. Questo episodio indebolì significativamente la squadra, costringendo lo Zimbabwe a sospendere le partite nel formato test per l'anno 2004, pur mantenendo intatto il suo status di squadra test. Un viaggio programmato in Sri Lanka proseguì come previsto, ma si rivelò un'esperienza disastrosa, poiché i giocatori schierati erano privi di esperienza internazionale.
Quando lo Zimbabwe riprese a giocare partite di prova nel 2005, subì una serie di pesanti sconfitte a causa del ritiro di numerosi giocatori esperti. Nel marzo dello stesso anno, la squadra perse due test contro il Sud Africa con un margine di un inning ciascuno. I risultati deludenti continuarono anche in casa, ad agosto, quando lo Zimbabwe fu sconfitto dalla Nuova Zelanda, perdendo un test match in soli due giorni. In effetti, la squadra divenne la seconda nella storia del cricket test (dopo l'India nel 1952) ad essere eliminata due volte in una singola giornata.
Nel settembre 2005, lo Zimbabwe perse entrambi i test contro l'India. Dopo questa serie di insuccessi, Heath Streak annunciò il suo ritiro dal cricket internazionale, segnando un altro duro colpo per la squadra. Alla fine del 2005, fu raggiunto un accordo che permise il reintegro dei giocatori disertori nella nazionale dello Zimbabwe. Successivamente, la squadra sospese la partecipazione a ulteriori partite di prova per l'anno 2006, con l'approvazione della International Cricket Council (ICC).
Lo Zimbabwe ha ospitato la Tri-Series 2005-2006, un torneo che includeva anche India e Nuova Zelanda. I padroni di casa persero tutte e quattro le partite disputate, e alla fine India e Nuova Zelanda si affrontarono nella finale.
Alla Coppa del Mondo di cricket del 2007, svoltasi nelle Indie Occidentali, lo Zimbabwe non riuscì a superare il turno preliminare, ottenendo un solo pareggio contro l'Irlanda. Nella prima edizione della Coppa del Mondo di Cricket Twenty20, sempre nel 2007, la squadra ottenne una sorprendente vittoria iniziale contro l'Australia, ma fu eliminata nel turno preliminare. 
Nel mese di ottobre 2007, emersero notizie promettenti secondo cui lo Zimbabwe avrebbe partecipato a tutti e tre i tornei sudafricani con l'obiettivo di migliorare la qualità del cricket. Tuttavia, la sua partecipazione rimase in sospeso, in attesa di una decisione da parte del consiglio di Cricket South Africa.
Nel 2009, durante la successiva edizione del torneo, Inghilterra e Sud Africa esercitarono pressioni sullo Zimbabwe affinché ritirasse la propria squadra per motivi politici, e lo Zimbabwe alla fine decise di non partecipare.

### Il ritorno nel panorama internazionale
Nel 2010, lo Zimbabwe ospitò la Triangular Series, un torneo che coinvolse anche India e Sri Lanka. La squadra di casa vinse tre partite nel turno preliminare, ma fu sconfitta dallo Sri Lanka in finale.
Il ritorno dello Zimbabwe ai tornei internazionali iniziò con la partecipazione all'ICC World Twenty20 2010 e alla Coppa del Mondo 2011. In entrambi i tornei, la squadra fu eliminata nel turno preliminare, ma riuscì a ottenere almeno una vittoria contro squadre di livello associato. Nel frattempo, lo Zimbabwe giocò il suo primo test dal 2006, contro il Bangladesh nell'agosto 2011, vincendo la partita con un margine di 130 punti. Successivamente, Zimbabwe e Bangladesh disputarono una serie di cinque ODI, nella quale lo Zimbabwe vinse 3-2, conquistando così la sua prima serie vittoriosa contro una squadra test dal 2006.
Nel novembre 2011, lo Zimbabwe fu vicino a vincere un test casalingo contro la Nuova Zelanda. Dopo aver fissato un obiettivo di 366 punti nel secondo inning, la squadra si trovò a 265 per 3, con Brendan Taylor che contribuì con 117 punti. Tuttavia, il resto della squadra non riuscì a sostenere l'impresa e la Nuova Zelanda vinse con un margine di 34 punti.
Nel gennaio e febbraio 2012, lo Zimbabwe visitò la Nuova Zelanda per una serie che comprendeva un test, tre ODI e due T20I, ma la squadra perse tutte e sei le partite. Nel test, lo Zimbabwe fu eliminato due volte nel terzo giorno: prima per 51 (il punteggio più basso in un inning della storia della squadra) e poi per 143, perdendo la partita per un inning e 301 punti.

### Problemi finanziari
All'ICC World Twenty20 2012, svoltosi in Sri Lanka, lo Zimbabwe non riuscì a superare il turno preliminare, perdendo entrambe le partite contro i padroni di casa e il Sud Africa.
Nel periodo tra agosto e settembre 2013, lo Zimbabwe ospitò il Pakistan per una serie che includeva due test, tre ODI e due T20I. Il Pakistan vinse entrambi i T20I e la serie ODI 2-1. Inoltre, gli ospiti si imposero nel primo test grazie a un doppio secolo (200 punti) di Younis Khan nel secondo inning. Tuttavia, lo Zimbabwe ottenne una storica vittoria nel secondo test, vincendo per 24 punti. Questa vittoria rappresentò il primo successo contro una squadra diversa dal Bangladesh dal 2001, e permise alla squadra di pareggiare la serie di test 1-1.
Nel 2013/14, le difficoltà finanziarie di Zimbabwe Cricket aumentarono significativamente. La federazione internazionale intervenne per fornire assistenza finanziaria, ma l'uso dei fondi fu oggetto di discussione. I giocatori minacciarono più volte di boicottare gli impegni e formarono un sindacato dei giocatori. La squadra dello Zimbabwe affrontò anche difficoltà nel trovare sponsor, il che mise a rischio la stabilità del gioco nazionale e portò alla cancellazione di tornei come il Pro40. Molti tour furono rinviati, ridotti o annullati.
Nel 2014, durante l'ICC World Twenty20, lo Zimbabwe vinse le partite del turno preliminare contro i Paesi Bassi e gli Emirati Arabi Uniti. Tuttavia, non riuscì a qualificarsi per la fase successiva a causa di un tasso di successo netto più basso rispetto ai Paesi Bassi.

### Prestazioni deludenti
Nel luglio 2014, lo Zimbabwe ospitò l'Afghanistan per una serie di quattro ODI. La squadra di casa vinse le prime due partite, ma gli ospiti riuscirono a vincere le altre due, pareggiando così la serie. Il mese successivo, lo Zimbabwe ospitò il Sud Africa per un test e tre ODI, ma perse tutte e quattro le partite disputate.
L'Australia si unì al Sud Africa e allo Zimbabwe per partecipare alla Tri-Series 2014. Dopo aver perso le prime due partite contro Australia e Sud Africa, lo Zimbabwe ottenne una sorprendente vittoria contro l'Australia nel quarto ODI. Questo successo fu storico, poiché rappresentò la prima vittoria dello Zimbabwe contro l'Australia in 31 anni, l'ultima volta risalente ai Mondiali del 1983 in Inghilterra. Tuttavia, lo Zimbabwe perse l'ultima partita del torneo e fu eliminato dalla competizione.
Alla fine del 2014, lo Zimbabwe visitò il Bangladesh per una serie composta da tre test e cinque ODI, ma subì sconfitte in tutte e otto le partite. In seguito a queste prestazioni deludenti, Stephen Mangongo fu licenziato dal suo ruolo di allenatore. Nel dicembre dello stesso anno, fu sostituito da Dav Whatmore, che assunse la guida della squadra dello Zimbabwe.
Ai Mondiali 2015, svoltisi in Australia e Nuova Zelanda, lo Zimbabwe riuscì a vincere solo contro gli Emirati Arabi Uniti, ma fu eliminato nella fase a gironi. Durante il torneo, Brendan Taylor annunciò il suo ritiro dal cricket internazionale con lo Zimbabwe, un annuncio significativo in quanto Taylor era stato uno dei migliori giocatori della squadra, avendo accumulato 433 punti e segnato due secoli. Alla fine del torneo, Taylor risultò inoltre tra i principali marcatori della squadra.
Nel maggio 2015, lo Zimbabwe divenne il primo membro a pieno titolo a visitare nuovamente il Pakistan dopo l'attacco del 2009 alla squadra di cricket dello Sri Lanka a Lahore. Lo Zimbabwe perse la serie T20I 0-2 e la serie ODI con lo stesso punteggio. Nel luglio dello stesso anno, lo Zimbabwe ospitò l'India, ma perse la serie ODI 0-3. La serie T20I, invece, terminò in pareggio 1-1, con la squadra di casa che ottenne la sua prima vittoria T20I ad Harare. Ad agosto 2015, lo Zimbabwe ospitò la Nuova Zelanda per tre ODI, vincendo la prima partita ma cedendo la serie 1-2. La squadra perse anche la partita T20I successiva. Alla fine di settembre, il Pakistan visitò lo Zimbabwe dopo che la squadra locale aveva deciso di posticipare il tour per non compromettere la propria qualificazione al Trofeo ICC Champions 2017, temendo possibili sconfitte: il Pakistan vinse sia la serie T20I (2-0) sia la serie ODI (2-1).
Dopo la serie contro il Pakistan, lo Zimbabwe ospitò contemporaneamente, nell'ottobre 2015, i membri associati Irlanda e Afghanistan. La squadra vinse contro l'Irlanda 2-1 nella serie ODI. Tuttavia, l'Afghanistan sorprese lo Zimbabwe, vincendo la serie ODI 3-2. Questo rappresentò un'importante pietra miliare, poiché fu la prima volta che un membro associato sconfisse una nazione test in una serie bilaterale. Inoltre, lo Zimbabwe perse la serie T20I contro l'Afghanistan con un punteggio di 0-2.
All'ICC World Twenty20 del 2016, svoltosi in India, lo Zimbabwe fu eliminato nel turno preliminare dopo aver subito una sconfitta contro l'Afghanistan con un margine di 59 punti. A seguito di questi risultati deludenti, lo Zimbabwe decise di licenziare sia l'allenatore Dav Whatmore che il capitano Hamilton Masakadza.

### Nuovi inizi e piccoli successi
In vista della visita dello Sri Lanka in Zimbabwe alla fine di settembre 2016, Heath Streak fu nominato allenatore della nazionale dello Zimbabwe, mentre Makhaya Ntini assunse il ruolo di allenatore del bowling. Lo Zimbabwe giocò il suo 100º test contro lo Sri Lanka il 29 ottobre 2016, ma subì una pesante sconfitta per 225 punti. La squadra perse anche la serie di test di due partite contro lo Sri Lanka con un punteggio di 0-2.
Successivamente, lo Sri Lanka rimase in Zimbabwe per partecipare alla Zimbabwe Tri-Series 2016-2017, alla quale presero parte anche le Indie Occidentali. Dopo una sconfitta, un pareggio, un risultato nullo e una vittoria, lo Zimbabwe riuscì ad arrivare in finale, ma fu sconfitto dallo Sri Lanka per sei wicket.
Nella primavera del 2017, l'Afghanistan sconfisse lo Zimbabwe 3-2 in una serie ODI. La serie ODI di metà anno in Scozia si concluse con un pareggio 1-1.
Nel giugno 2017, dopo 15 anni, lo Zimbabwe tornò in Sri Lanka per una serie che includeva cinque ODI e un test. Il 30 giugno 2017, a Galle, lo Zimbabwe ottenne la sua prima vittoria ODI in Sri Lanka, un successo storico contro gli sri lankesi in qualsiasi forma di cricket. Solomon Mire realizzò un secolo cruciale e lo Zimbabwe riuscì a completare con successo un inseguimento di 319, segnando anche il primo inseguimento vittorioso di oltre 300 corse in Sri Lanka. Nonostante la vittoria nella prima partita, lo Zimbabwe perse le due partite successive, ma si riprese vincendo la quarta partita, che fu interrotta dalla pioggia. Alla fine, vinse la quinta partita con tre wicket di vantaggio. Tuttavia, lo Zimbabwe perse il test successivo per quattro wicket, in parte a causa di una controversa decisione durante il quinto giorno della partita.

### Le sconfitte nei tornei internazionali
Nel 2018, Australia e Pakistan parteciparono alla Tri-Nation Series in Zimbabwe, ma nonostante quattro sconfitte contro la squadra di casa, entrambi raggiunsero la finale del torneo.
A marzo dello stesso anno, lo Zimbabwe ospitò le qualificazioni per la Coppa del Mondo di cricket 2019, un torneo che coinvolse altre nove squadre in competizione per i due posti rimanenti nella competizione, che si sarebbe tenuta in Inghilterra e Galles. Lo Zimbabwe faceva parte del Gruppo B insieme a Afghanistan, Nepal, Hong Kong e Scozia. La squadra di casa raggiunse i Super Six dopo aver sconfitto Nepal, Afghanistan e Hong Kong, pareggiando con la Scozia. Nel Super Six, lo Zimbabwe iniziò con una vittoria contro l'Irlanda, ma poi perse contro le Indie Occidentali. Nella partita finale decisiva, lo Zimbabwe subì una sconfitta inaspettata contro gli Emirati Arabi Uniti, perdendo per tre punti e mancando l'accesso alla finale del torneo. Questa sconfitta significò anche che lo Zimbabwe non si qualificò per la Coppa del Mondo di cricket per la prima volta dal 1979.
A seguito del fallimento nella qualificazione alla Coppa del Mondo 2019, Zimbabwe Cricket decise di licenziare l'intero staff tecnico, compreso il capitano della squadra, l'allenatore della nazionale Under-19 e i selezionatori. Durante una conferenza stampa, l'associazione suggerì che Brendan Taylor potesse assumere la guida della squadra. Nel maggio 2018, Zimbabwe Cricket annunciò la nomina di Lalchand Rajput come allenatore ad interim. Successivamente, ad agosto dello stesso anno, Rajput fu confermato come nuovo allenatore della nazionale.
Il 2019 per lo Zimbabwe iniziò con una serie di difficoltà: Graeme Cremer annunciò l'interruzione della sua carriera, e i tour programmati in India e Afghanistan furono cancellati. In risposta a questi eventi, Zimbabwe Cricket nominò Hamilton Masakadza capitano per tutti e tre i formati, mentre Peter Moor divenne il nuovo vice-capitano. Tuttavia, sia Masakadza che Brendan Taylor saltarono la serie ODI contro gli Emirati Arabi Uniti a causa di infortuni, con Moor che prese temporaneamente le redini come capitano.
Sotto la guida di Moor, lo Zimbabwe ottenne la sua prima vittoria in serie in oltre dieci anni, infliggendo un clamoroso 4-0 sugli Emirati Arabi Uniti. Dopo il recupero di Masakadza e Taylor, la squadra intraprese un tour nei Paesi Bassi. In questa serie ODI, lo Zimbabwe subì una sconfitta per 0-2. Nonostante ciò, la squadra si riscattò nel T20I: dopo che l'Olanda vinse la prima partita, la seconda terminò in pareggio. Nel successivo Super Over, lo Zimbabwe prevalse, pareggiando la serie T20I 1-1.

### La nuova sospensione e la riammissione
Il 18 luglio 2019, a causa dell'intervento politico del governo dello Zimbabwe e del timore che le donazioni all'associazione nazionale finissero sotto il controllo del governo, l'International Cricket Council (ICC) decise di sospendere lo Zimbabwe da tutti i tornei internazionali. Questa decisione suscitò frustrazione tra diversi attori del cricket, poiché la squadra non poté partecipare alla Coppa del Mondo ICC T20 2019, con la Nigeria che prese il suo posto. Di conseguenza, lo Zimbabwe mancò anche la qualificazione per la Coppa del Mondo ICC T20 2021.
Nonostante la sospensione dell'ICC, il governo dello Zimbabwe ripristinò rapidamente il controllo sul cricket nazionale, ma la sospensione da parte dell'ICC rimase in vigore. Nel frattempo, Solomon Mire e il capitano Hamilton Masakadza, sotto la cui leadership lo Zimbabwe aveva perso tutte le 25 partite ODI disputate, annunciarono il loro ritiro.
Sotto la guida del nuovo capitano ad interim Sean Williams e senza diversi giocatori chiave, lo Zimbabwe visitò Singapore per partecipare a una Tri-Nation Series contro i padroni di casa e il Nepal. Lo Zimbabwe vinse la prima partita contro il Nepal, ma perse contro Singapore nella seconda. Successivamente, la squadra vinse le due partite successive, ottenendo la sua prima vittoria in serie nel formato T20I.
Nel mese di ottobre 2019, l'ICC revocò la sospensione dello Zimbabwe, reintegrando la squadra nei tornei internazionali.

### L'era post covid
Nel 2020, lo Zimbabwe iniziò l'anno con una serie di test contro lo Sri Lanka, che perse 0-1. Questo fu seguito da un singolo test match e da una serie ODI e T20I in Bangladesh, tutte perdute dalla squadra. Nel 2021, lo Zimbabwe giocò la sua prima serie di test contro l'Afghanistan negli Emirati Arabi Uniti, che si concluse con un pareggio 1-1. Successivamente, la squadra ospitò il Pakistan per due test e tre T20I. Sebbene lo Zimbabwe perse entrambi i test in modo significativo, riuscì a vincere il primo T20I contro il Pakistan, ma la serie T20I terminò con una sconfitta per 1-2.
Nel maggio 2022, lo Zimbabwe perse per la prima volta una serie bilaterale T20I contro la Namibia, con un punteggio finale di 2-3. Nel luglio 2022, lo Zimbabwe ospitò il Gruppo B delle qualificazioni globali alla Coppa del Mondo T20 2022 in Australia, vincendo tutte le partite e qualificandosi senza sconfitte.
Durante il turno preliminare della Coppa del Mondo T20 2022, lo Zimbabwe vinse contro Irlanda e Scozia, ma perse contro le Indie Occidentali, ottenendo così l'accesso al Super 12. Nella fase successiva, il match contro il Sud Africa dovette essere interrotto a causa della pioggia e terminò senza risultato. Lo Zimbabwe ottenne una vittoria a sorpresa contro il Pakistan, ma poi perse contro Bangladesh, Paesi Bassi e India, venendo eliminato dal torneo.
Alle qualificazioni per la Coppa del Mondo di cricket 2023, lo Zimbabwe raggiunse il Super 6, vincendo contro Nepal, Paesi Bassi, Indie Occidentali e Stati Uniti. Tuttavia, perse contro Sri Lanka e Scozia, mancando l'accesso al torneo principale in India. Infine, lo Zimbabwe concluse la qualificazione africana per la Coppa del Mondo T20 2024 al terzo posto, dietro Namibia e Uganda.
Nel febbraio 2025 lo Zimbabwe ha ospitato la nazionale Irlandese ad Harare, giocando su tutti i format riconosciuti dalla ICC. Il tour irlandese è iniziato con un test match giocato dal 6 al 10 febbraio, vinto dagli europei per 63 runs. Nei giorni seguenti lo Zimbabwe ha avuto la meglio sia nelle serie ODI, vinta 2-1, sia in quella T20, vinta per 1-0 con due partite abbandonate a causa della pioggia. Nel maggio dello stesso anno la nazionale africana tiene un tour in Inghilterra, giocando dapprima un test match a Leicester contro una selezione di club locali, perdendo per 138 runs e giocando, dal 22 al 24 maggio, un test match internazionale contro la nazionale inglese al Trent Bridge di Nottingham, perdendo di 1 inning e 45 runs.

## Defezioni sistematiche dalla nazionale
In Zimbabwe, il cricket è visto, simile al rugby ma diversamente dal calcio, come uno sport prevalentemente associato alla comunità bianca e, nella migliore delle ipotesi, apprezzato dalla classe media. Questo ha contribuito a indebolire lo status sociale del gioco, che ha sofferto sotto diversi aspetti, in particolare per il fatto che la squadra nazionale ha a lungo dipeso sulle competizioni sudafricane per il suo sviluppo. L'integrazione delle fasce svantaggiate della società nello sport è stata possibile solo dopo il 1980.
Un altro ostacolo significativo è rappresentato dall'accesso al cricket, che è concentrato principalmente nelle scuole private costose, rendendo lo sport largamente inaccessibile per la maggior parte dei bambini delle classi sociali inferiori. Nonostante ciò, il paese riesce a mantenere una competizione di livello sufficiente a livello di scuole medie. Tuttavia, a partire da questa fase, i giocatori ricevono una remunerazione minima o nulla, il che limita lo sviluppo del cricket a livello di club e rende il campionato nazionale poco attraente. A causa di queste difficoltà economiche, molti giocatori di talento scelgono di emigrare, in particolare in Sud Africa, per proseguire la loro carriera.
Alcuni dei più noti giocatori di cricket dello Zimbabwe, come Colin Bland, Chris Duckworth, e i fratelli David Pithey e Tony Pithey, sono tra quelli che hanno continuato la loro carriera in Sud Africa.

## Simboli

Uccello dello Zimbabwe

Nel cricket Test, la squadra nazionale dello Zimbabwe indossa abiti bianchi con l'uccello dello Zimbabwe posizionato sul petto a sinistra, mentre il logo dello sponsor è sul petto a destra. I giocatori in campo portano un cappello verde scuro o un cappello da sole bianco, entrambi con l'uccello dello Zimbabwe. I caschi dei battitori sono progettati in modo simile, con dettagli che richiamano l'elemento distintivo del paese.
Nel formato ODI e T20I, i giocatori dello Zimbabwe indossano maglie rosse, spesso con accenti gialli, ma talvolta anche verdi o nere. I giocatori in campo utilizzano un berretto da baseball rosso o un cappello da sole rosso. I caschi dei battitori sono di colore verde scuro. Durante i tornei ufficiali dell'ICC, il logo dello sponsor appare sulla manica destra, mentre la scritta "ZIMBABWE" è visibile sul davanti della maglia.
Il soprannome della squadra nazionale di cricket dello Zimbabwe è "The Chevrons" (I Chevron), un nome che deriva dal design a zigzag delle mura della città in rovina del Grande Zimbabwe. Il logo della squadra rappresenta un wicket in alto a sinistra, il confine di un campo da cricket in alto a destra, una palla da cricket in basso a sinistra e l'uccello dello Zimbabwe in basso a destra, simbolizzando l'identità culturale e sportiva del paese.

## Albo d'oro

### Coppa del Mondo di cricket
| 1975   | Non eleggibile  | Non eleggibile  | Non eleggibile  | Non eleggibile  | Non eleggibile  | Non eleggibile  | Non eleggibile  |             |             |             |             |             |             |             |             |             |             |             |             |             |             |             |             |             |             |             |             |
| 1979   | Non eleggibile  | Non eleggibile  | Non eleggibile  | Non eleggibile  | Non eleggibile  | Non eleggibile  | Non eleggibile  |             |             |             |             |             |             |             |             |             |             |             |             |             |             |             |             |             |             |             |             |
| 1983   | Gironi          | 8/8             | 6               | 1               | 5               | 0               | 0               |             |             |             |             |             |             |             |             |             |             |             |             |             |             |             |             |             |             |             |             |
| 1987   | Gironi          | 8/8             | 6               | 0               | 6               | 0               | 0               |             |             |             |             |             |             |             |             |             |             |             |             |             |             |             |             |             |             |             |             |
| 1992   | Gironi          | 9/9             | 8               | 1               | 7               | 0               | 0               |             |             |             |             |             |             |             |             |             |             |             |             |             |             |             |             |             |             |             |             |
| 1996   | Gironi          | 9/12            | 6               | 1               | 4               | 0               | 1               |             |             |             |             |             |             |             |             |             |             |             |             |             |             |             |             |             |             |             |             |
| 1999   | Super Sixes     | 5/12            | 8               | 3               | 4               | 0               | 1               |             |             |             |             |             |             |             |             |             |             |             |             |             |             |             |             |             |             |             |             |
| 2003   | Super Sixes     | 6/14            | 9               | 3               | 5               | 0               | 1               |             |             |             |             |             |             |             |             |             |             |             |             |             |             |             |             |             |             |             |             |
| 2007   | Gironi          | 13/16           | 3               | 0               | 2               | 1               | 0               |             |             |             |             |             |             |             |             |             |             |             |             |             |             |             |             |             |             |             |             |
| 2011   | Gironi          | 10/14           | 6               | 2               | 4               | 0               | 0               |             |             |             |             |             |             |             |             |             |             |             |             |             |             |             |             |             |             |             |             |
| 2015   | Gironi          | 11/14           | 6               | 1               | 5               | 0               | 0               |             |             |             |             |             |             |             |             |             |             |             |             |             |             |             |             |             |             |             |             |
| 2019   | Non qualificata | Non qualificata | Non qualificata | Non qualificata | Non qualificata | Non qualificata | Non qualificata |             |             |             |             |             |             |             |             |             |             |             |             |             |             |             |             |             |             |             |             |
| 2023   | Non qualificata | Non qualificata | Non qualificata | Non qualificata | Non qualificata | Non qualificata | Non qualificata |             |             |             |             |             |             |             |             |             |             |             |             |             |             |             |             |             |             |             |             |
| 2027   | Qualificata     | Qualificata     | Qualificata     | Qualificata     | Qualificata     | Qualificata     | Qualificata     | Qualificata | Qualificata | Qualificata | Qualificata | Qualificata | Qualificata | Qualificata | Qualificata | Qualificata | Qualificata | Qualificata | Qualificata | Qualificata | Qualificata | Qualificata | Qualificata | Qualificata | Qualificata | Qualificata | Qualificata |
| Totale | Totale          | Totale          | 58              | 12              | 42              | 1               | 3               |             |             |             |             |             |             |             |             |             |             |             |             |             |             |             |             |             |             |             |             |

### Coppa del Mondo T20 maschile di cricket
| Anno   | Round             | Pos.              | GP                | W                 | L                 | T                 | NR                |
| ------ | ----------------- | ----------------- | ----------------- | ----------------- | ----------------- | ----------------- | ----------------- |
| 2007   | Gironi            | 9/12              | 2                 | 1                 | 1                 | 0                 | 0                 |
| 2009   | Ritirata          | Ritirata          | Ritirata          | Ritirata          | Ritirata          | Ritirata          | Ritirata          |
| 2010   | Gironi            | 10/12             | 2                 | 0                 | 2                 | 0                 | 0                 |
| 2012   | Gironi            | 11/12             | 2                 | 0                 | 2                 | 0                 | 0                 |
| 2014   | Gironi            | 11/16             | 3                 | 2                 | 1                 | 0                 | 0                 |
| 2016   | Gironi            | 11/16             | 3                 | 2                 | 1                 | 0                 | 0                 |
| 2021   | Sospesa dalla ICC | Sospesa dalla ICC | Sospesa dalla ICC | Sospesa dalla ICC | Sospesa dalla ICC | Sospesa dalla ICC | Sospesa dalla ICC |
| 2022   | Super 12          | 11/16             | 8                 | 3                 | 4                 | 1                 | 0                 |
| 2024   | Non qualificata   | Non qualificata   | Non qualificata   | Non qualificata   | Non qualificata   | Non qualificata   | Non qualificata   |
| Totale | Totale            | Totale            | 20                | 8                 | 11                | 1                 | 0                 |

### ICC Champions Trophy
| Anno   | Round                   | Pos.            | GP              | W               | L               | T               | NR              |
| ------ | ----------------------- | --------------- | --------------- | --------------- | --------------- | --------------- | --------------- |
| 1998   | Ottavi di finale        | 9/9             | 1               | 0               | 1               | 0               | 0               |
| 2000   | Quarti di finale        | 8/11            | 1               | 0               | 1               | 0               | 0               |
| 2002   | Gironi                  | 9/12            | 2               | 0               | 2               | 0               | 0               |
| 2004   | Gironi                  | 9/12            | 2               | 0               | 2               | 0               | 0               |
| 2006   | Turno di qualificazione | 10/10           | 3               | 0               | 3               | 0               | 0               |
| 2009   | Non qualificata         | Non qualificata | Non qualificata | Non qualificata | Non qualificata | Non qualificata | Non qualificata |
| 2013   | Non qualificata         | Non qualificata | Non qualificata | Non qualificata | Non qualificata | Non qualificata | Non qualificata |
| 2017   | Non qualificata         | Non qualificata | Non qualificata | Non qualificata | Non qualificata | Non qualificata | Non qualificata |
| 2025   | Non qualificata         | Non qualificata | Non qualificata | Non qualificata | Non qualificata | Non qualificata | Non qualificata |
| Totale | Totale                  | Totale          | 9               | 0               | 9               | 0               | 0               |

### Giochi del Commonwealth
| Anno   | Round  | Pos.   | GP | W | L | T | NR |
| ------ | ------ | ------ | -- | - | - | - | -- |
| 1998   | Gironi | 5/16   | 3  | 2 | 1 | 0 | 0  |
| Totale | Totale | Totale | 3  | 2 | 1 | 0 | 0  |

### Giochi africani
| Anno   | Round    | Pos.   | GP | W | L | T | NR |
| ------ | -------- | ------ | -- | - | - | - | -- |
| 2023   | Campione | 1/8    | 5  | 5 | 0 | 0 | 0  |
| Totale | Totale   | Totale | 5  | 5 | 0 | 0 | 0  |

## Statistiche
Partite internazionali – Zimbabwe
Aggiornato al 24 luglio 2025.
| Record                  |     |     |     |   |      |
| Format                  | M   | W   | L   | T | D/NR |
| Test matches            | 126 | 14  | 82  | 0 | 30   |
| One-Day Internationals  | 581 | 154 | 404 | 7 | 16   |
| Twenty20 Internationals | 169 | 59  | 107 | 0 | 3    |

### Test match
Aggiornato all'8 luglio 2025 
| Nazionale         | P   | W  | L  | T | D  |
| ----------------- | --- | -- | -- | - | -- |
| vs Full Members   |     |    |    |   |    |
| Afghanistan       | 4   | 1  | 2  | 0 | 1  |
| Australia         | 3   | 0  | 3  | 0 | 0  |
| Bangladesh        | 20  | 8  | 9  | 0 | 3  |
| India             | 11  | 2  | 7  | 0 | 2  |
| Indie Occidentali | 12  | 0  | 8  | 0 | 4  |
| Inghilterra       | 7   | 0  | 4  | 0 | 3  |
| Irlanda           | 2   | 0  | 2  | 0 | 0  |
| Nuova Zelanda     | 17  | 0  | 11 | 0 | 6  |
| Pakistan          | 19  | 3  | 12 | 0 | 4  |
| Sri Lanka         | 20  | 0  | 14 | 0 | 6  |
| Sudafrica         | 11  | 0  | 10 | 0 | 1  |
| Totale            | 126 | 14 | 82 | 0 | 30 |

### ODI
Aggiornato al 18 febbraio 2025 
| Nazionale            | P   | W   | L   | T | D  |
| -------------------- | --- | --- | --- | - | -- |
| vs Full Members      |     |     |     |   |    |
| Afghanistan          | 31  | 10  | 20  | 0 | 1  |
| Australia            | 33  | 3   | 29  | 0 | 1  |
| Bangladesh           | 81  | 30  | 51  | 0 | 0  |
| India                | 66  | 10  | 54  | 2 | 0  |
| Indie Occidentali    | 49  | 11  | 36  | 1 | 1  |
| Inghilterra          | 30  | 8   | 21  | 0 | 1  |
| Irlanda              | 25  | 10  | 11  | 1 | 3  |
| Nuova Zelanda        | 38  | 9   | 27  | 1 | 1  |
| Pakistan             | 65  | 6   | 56  | 1 | 2  |
| Sri Lanka            | 64  | 12  | 49  | 0 | 3  |
| Sudafrica            | 41  | 2   | 38  | 0 | 1  |
| vs Associate Members |     |     |     |   |    |
| Bermuda              | 2   | 2   | 0   | 0 | 0  |
| Canada               | 2   | 2   | 0   | 0 | 0  |
| Emirati Arabi Uniti  | 6   | 5   | 1   | 0 | 0  |
| Hong Kong            | 1   | 1   | 0   | 0 | 0  |
| Kenya                | 32  | 25  | 5   | 0 | 2  |
| Namibia              | 1   | 1   | 0   | 0 | 0  |
| Nepal                | 1   | 1   | 0   | 0 | 0  |
| Oman                 | 1   | 1   | 0   | 0 | 0  |
| Paesi Bassi          | 7   | 4   | 3   | 0 | 0  |
| Scozia               | 4   | 1   | 2   | 1 | 0  |
| Stati Uniti          | 1   | 1   | 0   | 0 | 0  |
| Totale               | 581 | 155 | 403 | 7 | 16 |

### T20
Aggiornato al 24 luglio 2025 
| Nazionale            | P   | W  | L   | T | D |
| -------------------- | --- | -- | --- | - | - |
| vs Full Members      |     |    |     |   |   |
| Afghanistan          | 18  | 2  | 16  | 0 | 0 |
| Australia            | 3   | 1  | 2   | 0 | 0 |
| Bangladesh           | 25  | 8  | 17  | 0 | 0 |
| India                | 13  | 3  | 10  | 0 | 0 |
| Indie Occidentali    | 4   | 1  | 3   | 0 | 0 |
| Inghilterra          | 1   | 0  | 1   | 0 | 0 |
| Irlanda              | 18  | 8  | 8   | 0 | 2 |
| Nuova Zelanda        | 8   | 0  | 8   | 0 | 0 |
| Pakistan             | 21  | 3  | 18  | 0 | 0 |
| Sri Lanka            | 6   | 1  | 5   | 0 | 0 |
| Sudafrica            | 8   | 0  | 7   | 0 | 1 |
| vs Associate Members |     |    |     |   |   |
| Canada               | 2   | 2  | 0   | 0 | 0 |
| Emirati Arabi Uniti  | 1   | 1  | 0   | 0 | 0 |
| Gambia               | 1   | 1  | 0   | 0 | 0 |
| Hong Kong            | 1   | 1  | 0   | 0 | 0 |
| Jersey               | 1   | 1  | 0   | 0 | 0 |
| Kenya                | 2   | 2  | 0   | 0 | 0 |
| Mozambico            | 2   | 2  | 0   | 0 | 0 |
| Namibia              | 11  | 4  | 7   | 0 | 0 |
| Nepal                | 2   | 2  | 0   | 0 | 0 |
| Nigeria              | 1   | 1  | 0   | 0 | 0 |
| Paesi Bassi          | 5   | 3  | 2   | 0 | 0 |
| Papua Nuova Guinea   | 1   | 1  | 0   | 0 | 0 |
| Ruanda               | 2   | 2  | 0   | 0 | 0 |
| Scozia               | 5   | 4  | 1   | 0 | 0 |
| Seychelles           | 1   | 1  | 0   | 0 | 0 |
| Singapore            | 3   | 2  | 1   | 0 | 0 |
| Stati Uniti          | 1   | 1  | 0   | 0 | 0 |
| Tanzania             | 1   | 1  | 0   | 0 | 0 |
| Uganda               | 1   | 0  | 1   | 0 | 0 |
| Totale               | 169 | 59 | 107 | 0 | 3 |